# Албертинум
Албертинум (на немски: Albertinum) е сграда от епохата на Неоренесанса и музей за изобразително изкуство в Дрезден.
Намира се на източния край на Терасата на Брюл. Първоначално сградата е използвана като арсенал. Наречена е Албертинум в чест на крал Алберт, управлявал Саксония от 1873 до 1902 г. Преустроена е в музей в края на XIX век.
В музея се помещават Колекцията от скулптури и Галерията на новите майстори, които представляват част от Държавните художествени колекции на Дрезден.